# 13 причин чому (телесеріал)
13 причин чому (англ. Thirteen Reasons Why, стилізовано як Th1rteen R3asons Why) — американський драматичний серіал, знятий на основі однойменного роману Джея Ашера. Створений Браяном Йоркі для компанії Netflix.
Сюжет серіалу обертається навколо старшокласниці Ханни Бейкер, яка наклала на себе руки після низки зґвалтувань та булінгу з боку її нових однокласників. Зважуючись на самогубство після марних спроб знайти допомогу у шкільного психолога, близьких та рідних, Ханна записує 13 касет з розповідями про тринадцять епізодів (причин), котрі склалися в ланцюг подій, що вів її до самогубства. Дія будується на поступовому прослуховуванні касет однокласником Ханни Клеєм Дженсеном, до якого вони потрапили останніми, в ході чого прояснюються обставини насильства. Серіал підіймає теми сексуального насильства у навчальних закладах, звинувачення потерпілих від сексуального насильства, описуючи, як діє культура зґвалтування та безкарність ґвалтівників.
Початково зніманням телесеріалу з Селеною Гомес у головній ролі мала займатися американська кінокомпанія «Universal Studios», але наприкінці 2015 року стало відомо, що адаптацію здійснить компанія «Нетфлікс», а Селена Гомес стане виконавчою продюсеркою шоу. Перший сезон, який складався з тринадцяти епізодів, побачив світ 31 березня 2017 року. У травні 2017 року стало відомо, що серіал продовжено на другий сезон, прем'єра якого відбулася 18 травня 2018 року. У червні 2018 року серіал був продовжений на третій сезон з прем'єрою у 2019 році.

## Синопсис
Одного дня старшокласник Клей Дженсен повертається зі школи до дому, де на ґанку свого будинку знаходить таємничу коробку. Всередині знаходяться двосторонні касети, які записала Ханна Бейкер, його однокласниця, яка трагічно наклала на себе руки два тижні тому. У своєму емоційному аудіощоденнику Ханна детально розглядає тринадцять причин, які спонукали її до такого вчинку. Вона також залишає вказівку: кожна людина, яка отримає цю коробку, певним чином вклалася у її самогубство та після закінчення прослуховування мусить передати коробку наступній людині.

## Акторський склад
- Ділан Міннетт — Клей Дженсен;
- Кетрін Ленґфорд — Ханна Бейкер;
- Крістіан Наварро — Тоні Паділья;
- Аліша Бо — Джессіка Девіс;
- Брендон Флінн — Джастін Фолі;
- Джастін Прентіс[en] — Брайс Волкер;
- Майлз Гейзер — Алекс Стендалл;
- Росс Батлер — Зак Демпсі;
- Девін Друїд[en] — Тайлер Доун;
- Емі Гаргрівс[en] — Лейні Дженсен;
- Дерек Люк[en] — Кевін Портер;
- Кейт Волш — Олівія Бейкер;
- Гері Сініз — Роберт Еллман;

## Сезони
| Сезон | Сезон | Епізоди | Оригінальна дата показу | Оригінальна дата показу |
| Сезон | Сезон | Епізоди | Прем'єра сезону         | Фінал сезону            |
| ----- | ----- | ------- | ----------------------- | ----------------------- |
|       | 1     | 13      | 31 березня 2017         | 31 березня 2017         |
|       | 2     | 13      | 18 травня 2018          | 18 травня 2018          |
|       | 3     | 13      | 23 серпня 2019          | 23 серпня 2019          |
|       | 4     | 10      | 5 червня 2020           | 5 червня 2020           |